# وادیم یاروشچوک
وادیم یاروشچوک (روسی: Вадим Ярощук؛ زادهٔ ۲ آوریل ۱۹۶۶) شناگر اهل اتحاد جماهیر شوروی سوسیالیستی بود.